# Hibiscus splendens
El hibisco espléndido (Hibiscus splendens) es una especie de arbusto o árbol en la familia de las malvas  , Malvaceae. Otros nombres comunes incluyen Árbol alcea (Hollyhock Tree) y Álamo rosa (Pink Cottonwood). 

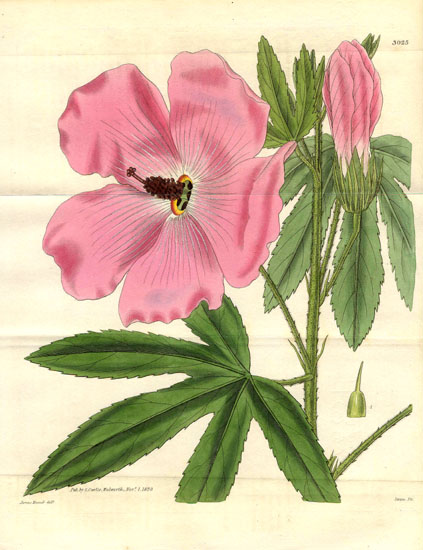
Ilustración

## Distribución y hábitat
H. splendens es una planta bastante común en el este de Australia. Su rango de distribución natural es desde Wollongong (35° S) en el estado de Nueva Gales del Sur hasta parque nacional Meseta Blackdown (23° S) en la costa central de  Queensland. Su hábitat son los terrenos clareados y disturbados alrededor de los márgenes de los bosques más secos.

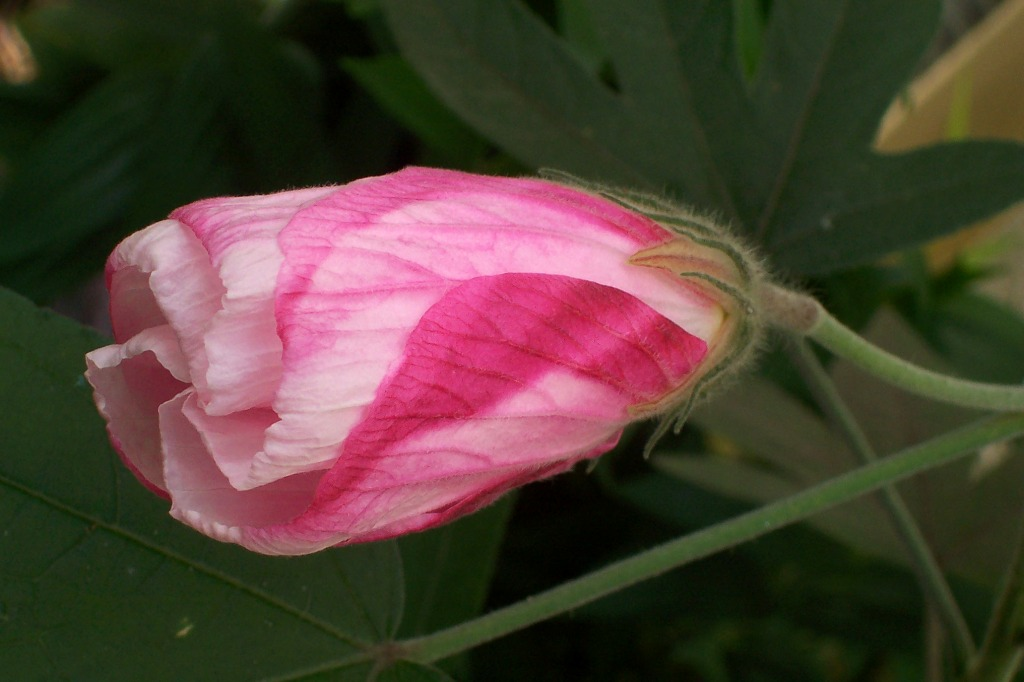
Hibiscus splendens

## Descripción
Es un arbusto o pequeño árbol de hasta 6 metros de alto y 7 cm de diámetro en el tronco. El tronco cilíndrico está cubierto de espinas afiladas como casi toda la planta. Las hojas miden de 7 a 20 cm de largo. Siendo dentadas, en forma de corazón con una fina punta en el extremo. Las hojas son simples o con tres a cinco lóbulos, dispuestos alternadamente en el tallo. La vena central y las lateras son visibles a ambos lados de la hoja.
Las espectaculares flores rojas miden alrededor de 7 cm de largo, apareciendo en los meses de octubre a diciembre. El nombre de la especie "splendens" se refiere a la belleza de la flor. 
El fruto es una cápsula en forma de huevo, cubierta con vellos. Cinco celdas dentro de la cápsula contienen semillas piramidales oscuras, de 3 a 4 mm de largo. Se requiere cuidado al manejar la planta por los vellos irritantes. El fruto madura de diciembre a enero. Siendo una planta de regeneración del bosque, la germinación por semilla se logra fácilmente, y los esquejes pegan bien.

## Usos
Es una atractiva planta de jardín.

## Taxonomía
Hibiscus splendens fue descrita por Fraser ex  Graham y publicado en Edinburgh New Philos. J. 1830(Apr.-June): 175 1830.
Etimología
Hibiscus: nombre genérico que deriva de la palabra griega: βίσκος ( hibískos ), que era el nombre que dio Dioscórides (40-90 d. C.)  a Althaea officinalis.
splendens: epíteto latíno que significa "espléndida, brillante"
Sinonimia
- Abelmoschus splendens - Walp.